# Vámos Imre
Vámos Imre (Mezőhegyes, 1927. február 11. – Budapest, 1993. január 17.) író, újságíró, parasztpárti politikus. A Látóhatár című folyóirat alapító szerkesztője, a Szabad Európa Rádió munkatársa.

## Fiatalkora és családi háttere
Édesapja, Vámos Imre (1901–1969) Mezőhegyes segédjegyzője, később Üröm polgármestere volt. Testvérei Vámos Ilona (1928–1996) és Vámos Anna író (1929). 1935-ben a család Pesterzsébetre költözött.

## Szakmai pályafutása
1945-ben, 18 évesen felvételt nyert az Országház diplomataképzésére, a Kultúrpolitikai és Diplomáciai Akadémiára. (Nyolcszáz jelentkezőből negyven embert vettek fel.) Ebben az időben édesapja révén megismerkedett a Nemzeti Parasztpárt több tagjával, így Kovács Imrével, Veres Péterrel és Illyés Gyulával. 1946-ban a Nemzeti Parasztpárt titkára és Ürömön a helyi szervezet alapítója lett. 1948-ban a kommunista hatalom a Markó utcában három napig fogva tartotta, kényszervallatásnak vetette alá. 1948. november 5-én elhagyta az országot. Nem akart emigrálni, sem más állam polgára lenni, de a körülmények miatt nyugatra kényszerült. 1949–1950 között a svájci Davosban, majd 1951-től Münchenben élt, ahol a Szabad Európa Rádió felkért munkatársa lett. Három társával, Borsos Sándorral, Borbándi Gyulával és Molnár Józseffel közösen Zürichben megalapították a magyar emigráció legnépszerűbb folyóiratát, a Látóhatárt, amelynek 1962-ig felelős kiadója volt. Az első szám 1950. őszén készült el.
A Látóhatár szerkesztői és munkatársai folyamatosan változtak, de a magyar forradalom után az alapító tagok nézetkülönbség miatt kétfelé váltak. Ekkor született meg (Borbándi Gyula, Molnár József és Bikich Gábor által) az Új Látóhatár, amelyhez Vámos Imrének már nem volt köze. A Látóhatár a szakadást követően (1958–1961 között) még kilenc alkalommal jelent meg, az Új Látóhatár azonban 1990 elejéig működött.

## Hazatérés Magyarországra
A magyar forradalom utáni időkben (1956. október 23-át követően) elbocsátották a Szabad Európa Rádiótól. Ekkor a folyóiratában az amerikai politika magyarokkal szembeni magatartásáról tiltakozást próbált leközölni, de ezt sem Münchenben, sem utána Angliában véghezvinni nem tudta, majd eztán választotta a hazatérést Magyarországra. 1962-ben végleg visszatért Budapestre, ahol kiadta a "letiltott" Látóhatár számot. Második feleségével (Mayer Barbarával) települt haza, majd két évtizeden át a Magyar Nemzet főmunkatársa volt, ahol külpolitikai rovatot vezetett. Több könyvet publikált.
A magyarországi SOS-Gyermekfalu létrejöttében kulcsszerepe volt, melyhez emigráns honfitársa, Ferenczy József és Puja Frigyes, Magyarország későbbi külügyminisztere -aki gyermekkori barátja volt- nagy mértékben segítette.

## Családja
Vámos Imre háromszor nősült. 1950-ben vagy 1951-ben Münchenben elvette Thorma Editet, Budapest egykori rendőrkapitányának lányát. Magyarországra történő hazatérése után vette feleségül Mayer Barbarát, aki a Szabad Európa Rádiónál munkatársa is volt. Harmadik felesége Berár Mária volt. Gyermeke egyik házasságából sem született.

## Élete alkonya
Éveken át tartó súlyos betegsége ellenére is folyamatosan dolgozott.
1993. január 17-én halt meg Budapesten. Temetésén Várkonyi Tibor, a Magyar Nemzet nyugalmazott főmunkatársa mondott nekrológot, valamint felolvasták Puja Frigyes, az SOS-Gyermekfalu Egyesület elnökének levelét is.
(Ide vonatkozó újságcikkek: Magyar Nemzet 1993. jan. 19. 16. o. és 1993. feb. 5. 16. o.)

## Megjelent könyvei
- 1962: Névadás, Magvető kiadó
- 1965: Európai utazások, Magvető kiadó
- 1968: "Che" Guevara legendája
- 1968: Történelmi csatatereken, Magvető kiadó
- 1969: Az NSZK csoda és valóság, Gondolat kiadó
- 1986: Falu a gyümölcsösben : A battonyai SOS-Gyermekfalu története